# Tiziano Zullo

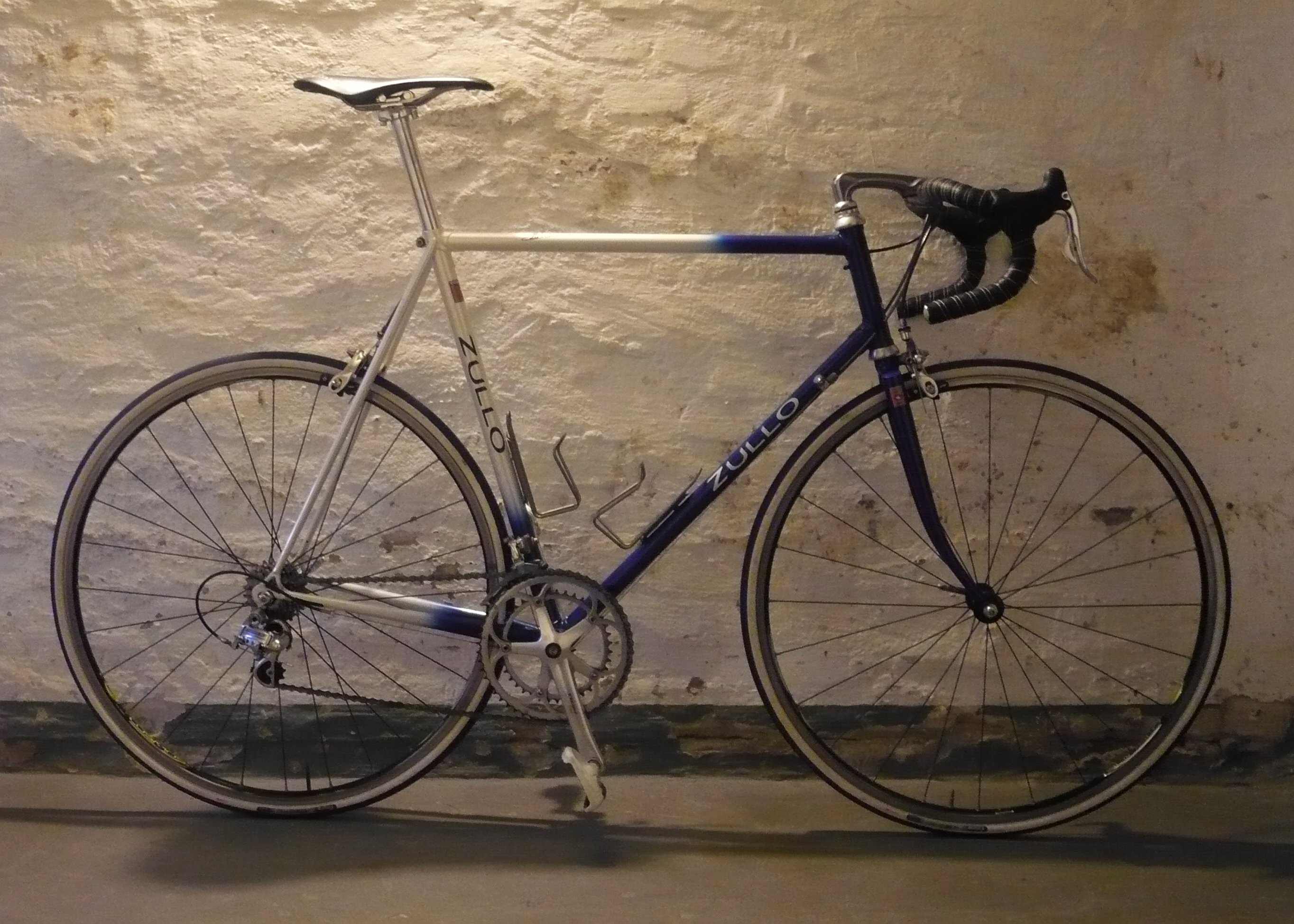
Zullo-Rennrad aus den späten 1990er Jahren

Tiziano Zullo (* 1952 in Stallavena, Grezzana) betreibt eine Fahrradmanufaktur in Castelnuovo del Garda in der italienischen Provinz Verona, Region Venetien.
Tiziano Zullo begann mit 14 Jahren Radrennen zu fahren und war rund zehn Jahre bei regionalen und nationalen Rennen aktiv. In den frühen 1970er Jahren kam er in Kontakt mit dem norditalienischen Handwerk, das zahlreiche berühmte Rahmenbauer hervorbrachte. Nachdem er aufgehört hatte Rennen zu fahren, und er zunächst als Krankenpfleger arbeitete, baute er in seiner Freizeit im Keller des Hauses seiner Mutter im Jahr 1973 seine ersten Rahmen. Diese Rohlinge wurden teils von bereits renommierten Herstellern abgenommen und weiter bearbeitet, teils aber auch unter seinem eigenen Namen Zullo vermarktet. Verschiedene Amateurteams aus der Umgebung von Verona wurden in den folgenden Jahren mit Zullos Rahmen ausgestattet. Ab 1978 wurden Zullo-Rahmen nach Deutschland, Frankreich, in die USA und nach Australien exportiert. In den letzten Jahren gewann für Zullo der fernöstliche Markt zunehmend an Bedeutung.
Von 1986 bis 1992 lieferte Zullo für das niederländische Team TVM Rahmen, das bekannt war durch Profis wie Phil Anderson, Dmitri Konyschew, Jesper Skibby und Scott Sunderland.
Tiziano Zullo baut seit 1994 auch Aluminiumrahmen im WIG-Verfahren. 2003 bot er erstmals maßgefertigte Carbon-Rahmen an. Heute liegt der Schwerpunkt der Produktion von Zullo auf hochwertigen Stahlrahmen nach Maß und mit individuellen Dekoren.